# St Andrew’s Uniting Church (Brisbane)

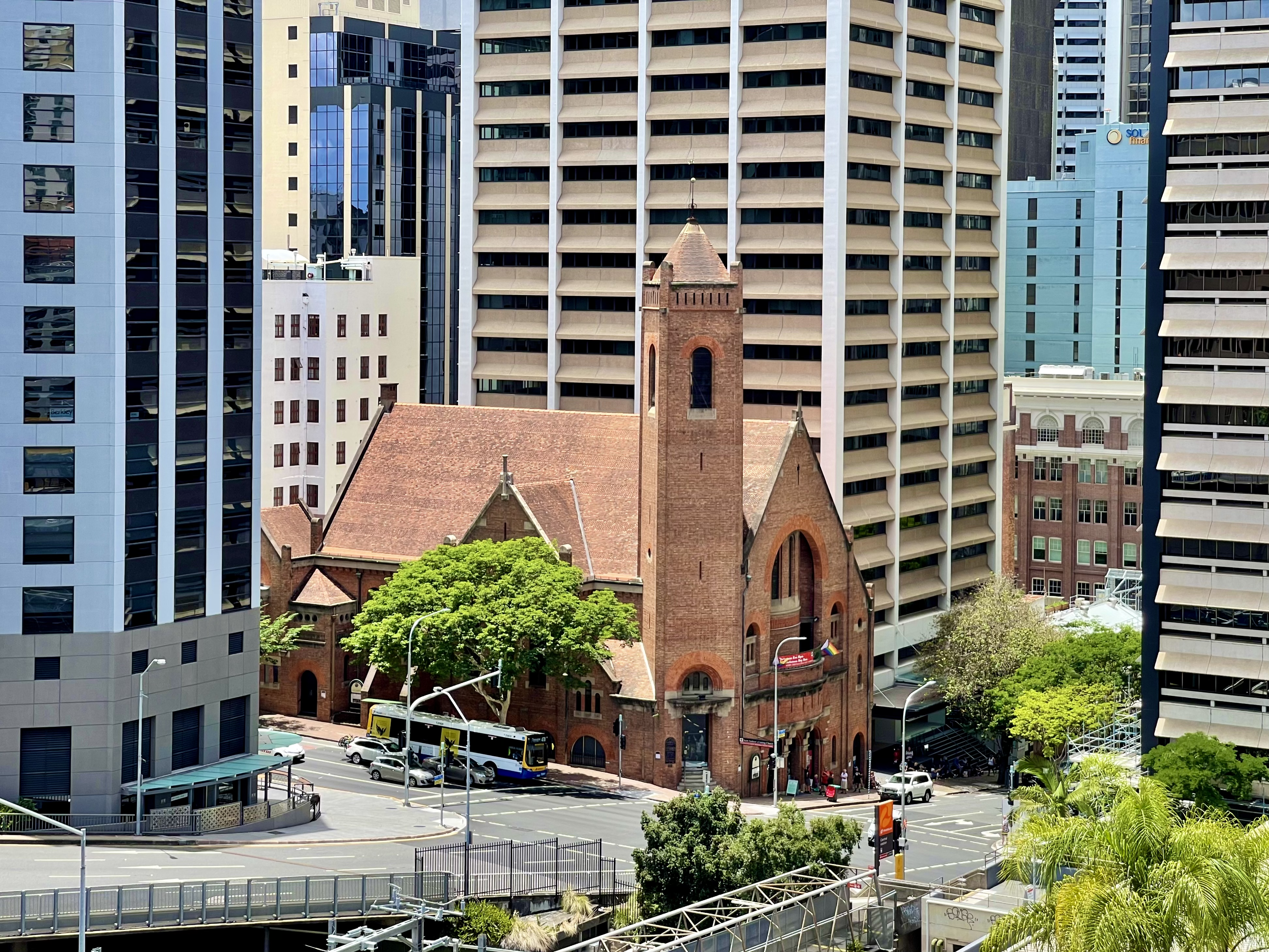
Die St Andrew’s Uniting Church in der Innenstadt von Brisbane

Die St Andrew’s Uniting Church in der Innenstadt der australischen Stadt Brisbane (Queensland) ist ein Kirchengebäude der Uniting Church in Australia. Das denkmalgeschützte Bauwerk ist seit 1992 eingetragen im Queensland Heritage Register.

## Geschichte
Das heutige unierte Kirchengebäude entstand 1905 als St Andrew’s Church für eine presbyterianischen Kirchengemeinde, deren Gotteshaus sich zunächst auf einem Grundstück befand, das heute als Teil des Hauptbahnhofs von Brisbane genutzt wird. Die erste presbyterianische Kirche wurde 1863 an der Ecke Wickham Terrace Street und Creek Street errichtet. Sie diente einem Zusammenschluss von Gemeinden der Church of Scotland, der Free Church und der United Presbyterian Church, um die Presbyterian Church of Queensland zu gründen. Dieses Bauwerk wurde 1887 durch eine neue größere Kirche nach Plänen von Willoughby Powell ersetzt. Da dieses Gotteshaus dem Ausbau des Hauptbahnhofs im Weg stand, wurde es gegen eine Entschädigung von 20.000 Pfund für den Erwerb von Land und den Bau einer Ersatzkirche abgegeben. Als Ersatzstandort für den Bau der dritten Kirche der Gemeinde konnte schließlich ein Grundstück an der Ecke Ann Street und Creek Street gefunden werden.
Der Bau der Kirche begann nach einem Architektenwettbewerb Ende 1902 nach einem Entwurf von George D. Payne, die Einweihung erfolgte am 27. August 1905. Im Gegensatz zu der um 1900 noch vorherrschenden Neugotik im Kirchenbau wurden beim Neubau Elemente byzantinischer bzw. frühchristlicher Architektur und Elemente der  Frühromanik aufgegriffen. An der  Kirche St Andrew’s wurden seit ihrer Fertigstellung im Jahr 1905 nur sehr wenige Änderungen vorgenommen. Zum fünfzigsten Jahrestag der Gemeindegründung wurden 1914 Verbesserungen vorgenommen, um die Akustik, Belüftung und natürliche Beleuchtung des Gebäudes zu verbessern. Ein großes Buntglasfenster wurde 1921 zur Feier eines weiteren Jubiläums am nördlichen Ende des Kirchenschiffs über dem Narthex installiert. Nach der Gründung der Uniting Church in Australien im Jahr 1977 trat die Gemeinde von St Andrew’s der Kirchenunion bei.